# Hydraena ariana
Hydraena ariana är en skalbaggsart som beskrevs av Emile Janssens 1962. Hydraena ariana ingår i släktet Hydraena och familjen vattenbrynsbaggar. Inga underarter finns listade i Catalogue of Life.